# Kepler-444c
Kepler-444c é um exoplaneta que faz parte de um sistema planetário formado por ao menos cinco planetas, orbita a estrela denominada Kepler-444. Foi descoberto no ano 2015 pela sonda Kepler por meio de trânsito astronômico.